# Левел-Парк-Оук-Парк (Мічиган)
Левел-Парк-Оук-Парк (англ. Level Park-Oak Park) — переписна місцевість (CDP) в США, в окрузі Калгун штату Мічиган. Населення — 3260 осіб (2020).

## Географія
Левел-Парк-Оук-Парк розташований за координатами 42°22′16″ пн. ш. 85°16′7″ зх. д. / 42.37111° пн. ш. 85.26861° зх. д. (42.371167, -85.268625).  За даними Бюро перепису населення США в 2010 році переписна місцевість мала площу 13,59 км², з яких 13,42 км² — суходіл та 0,17 км² — водойми.

## Демографія
Згідно з переписом 2010 року, у переписній місцевості мешкало 3409 осіб у 1395 домогосподарствах у складі 939 родин. Густота населення становила 251 особа/км².  Було 1492 помешкання (110/км²).
Расовий склад населення:
| - 90,4 % — білих - 4,3 % — чорних або афроамериканців - 0,7 % — азіатів - 0,4 % — корінних американців - 1,0 % — осіб інших рас |

До двох чи більше рас належало 3,1 %. Частка іспаномовних становила 2,7 % від усіх жителів.
За віковим діапазоном населення розподілялося таким чином: 21,7 % — особи молодші 18 років, 62,5 % — особи у віці 18—64 років, 15,8 % — особи у віці 65 років та старші. Медіана віку мешканця становила 42,9 року. На 100 осіб жіночої статі у переписній місцевості припадало 96,8 чоловіків;  на 100 жінок у віці від 18 років та старших — 94,7 чоловіків також старших 18 років.
Середній дохід на одне домашнє господарство  становив 59 408 доларів США (медіана — 48 363), а середній дохід на одну сім'ю — 68 998 доларів (медіана — 58 750). Медіана доходів становила 50 025 доларів для чоловіків та 30 411 долар для жінок. За межею бідності перебувало 11,1 % осіб, у тому числі 15,2 % дітей у віці до 18 років та 1,3 % осіб у віці 65 років та старших.
Цивільне працевлаштоване населення становило 1687 осіб. Основні галузі зайнятості: освіта, охорона здоров'я та соціальна допомога — 25,3 %, виробництво — 19,0 %, роздрібна торгівля — 18,2 %.